# Dobrovice (nádraží)
Dobrovice je železniční stanice ve vzdálenosti asi 2 kilometrů jižně od středu stejnojmenného města v okrese Mladá Boleslav v Středočeském kraji, poblíž říčky Dobrovky. Leží na neelektrifikované trati Nymburk – Mladá Boleslav.

## Historie
Stanice byla otevřena 15. října 1870 na trati z Nymburka do Mladé Boleslavi jako součást odbočné trati Rakouské severozápadní dráhy (ÖNWB) primárně spojující Vídeň a Berlín, autorem univerzalizované podoby stanic pro celou dráhu byl architekt Carl Schlimp. V Mladé Boleslavi se trať dále napojila na již existující železnici společnosti Turnovsko-kralupsko-pražská dráha (TKPE) do Turnova. Z hospodářské podstaty regionu sloužily zde ležící tratě především k nákladní obsluze cukrovarského průmyslu.

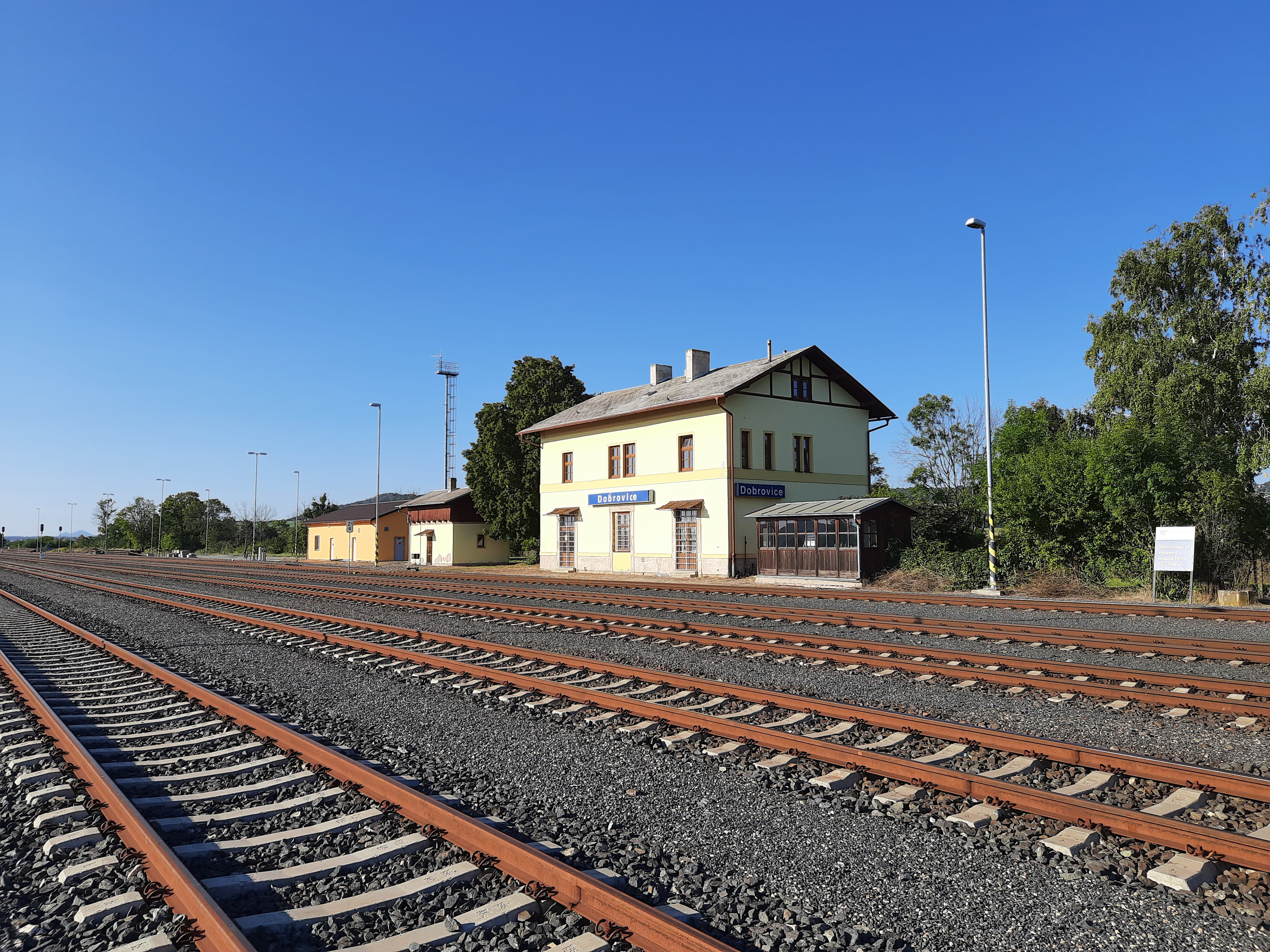
Stará výpravní budova

Od roku 1883 vedla do Dobrovice jednokolejná místní, původně soukromá trať, železniční trať Rokytňany - Dobrovice město. Majitelem a investorem trati byl kníže Thurn-Taxis. Nákladní doprava byla zahájena roku 1883, osobní roku 1902. Trať byla zestátněna roku 1908. Stanice v Dobrovici měla název Taxis-Dobrovice, později Dobrovice město. Z nádraží Dobrovice město vedla vlečka do cukrovaru, později napojeného i do stanice Dobrovice na hlavní trati. Třetí větev kolejového trojúhelníka, která měla umožnit přímou jízdu z dráhy do stanice Dobrovice, byla nakonec postavena až po jejím zrušení.
Po zestátnění ÖNWB v roce 1908 pak obsluhovala stanici jedna společnost, Císařsko-královské státní dráhy (kkStB), po roce 1918 pak správu přebraly Československé státní dráhy. Přepravní zatížení trati Rokytňany – Dobrovice město vlaky pro cestující postupně sláblo, jednalo se o dva páry osobních vlaků denně. Osobní doprava byla zastavena roku 1970, trať byla zrušena roku 1974.

## Popis
Nachází se zde dvě nekrytá jednostranná úrovňová nástupiště, k příchodu na nástupiště č. II (u koleje č. 1) slouží přechod přes kolej č. 2. Do stanice je napojena vlečka směrem k centru města.